# Håsjön, Hälsingland
Håsjön är en sjö i Bollnäs kommun i Hälsingland och ingår i Ljusnans huvudavrinningsområde. Sjön har en area på 0,224 kvadratkilometer och ligger 77,4 meter över havet.

## Delavrinningsområde
Håsjön ingår i det delavrinningsområde (679111-153135) som SMHI kallar för Utloppet av Håsjön. Medelhöjden är 142 meter över havet och ytan är 16,06 kvadratkilometer. Det finns inga avrinningsområden uppströms utan avrinningsområdet är högsta punkten. Vattendraget som avvattnar avrinningsområdet har biflödesordning 3, vilket innebär att vattnet flödar genom totalt 3 vattendrag innan det når havet efter 48 kilometer. Avrinningsområdet består mestadels av skog (77 procent) och jordbruk (11 procent). Avrinningsområdet har 0,21 kvadratkilometer vattenytor vilket ger det en sjöprocent på 1,3 procent.